# 17139 Малишев
17139 Малишев (17139 Malyshev) — астероїд головного поясу, відкритий 12 травня 1999 року.
Тіссеранів параметр щодо Юпітера — 3,527.